# Nectriella chrysites
Nectriella chrysites är en svampart som först beskrevs av Westend., och fick sitt nu gällande namn av Pier Andrea Saccardo 1878. Nectriella chrysites ingår i släktet Nectriella och familjen Bionectriaceae.   Inga underarter finns listade i Catalogue of Life.